# Alfonso Alonso Aranegui
Alfonso Alonso Aranegui (Vitòria, 14 d'abril de 1967) és un polític basc del Partit Popular, que ha sigut Ministre de Sanitat (2014-16), alcalde de Vitòria (1999-2007) i diputat per la circumscripció d'Àlaba entre 2000 i 2001 i des de 2008. Entre 2008 i 2011 (IX Legislatura) va ser portaveu adjunt del PP al Congrés dels Diputats, i des de 2011 és el seu portaveu titular per la X Legislatura de l'actual període democràtic.

## Vida personal i inicis en la política
Natural de Vitòria, procedeix d'una influent família d'aquesta ciutat. El seu avi matern, Manuel Aranegui y Coll, va ser president de la Diputació Foral d'Àlaba entre 1957 i 1966, durant la Dictadura franquista. La seva família paterna prové en part de Sant Sebastià, Alfonso Alonso és, renebot, entre d'altres, dels tennistes José María Alonso Areyzaga i Manuel Alonso de Areyzaga, així com d'Asis Alonso Areyzaga, que fou també tinent-alcalde de Sant Sebastià. El seu pare, Ramón Alonso Verástegui, és pintor i resideix a Tenerife des de 1975. Està casat i té quatre fills.
Alonso és llicenciat en filologia romànica i en dret, i va exercir professionalment com a advocat. El 1996 va entrar a l'ajuntament de la seva ciutat natal com a regidor.

## Alcalde de Vitòria
A les eleccions municipals de 1999 la seva candidatura va ser la més votada, accedint a l'alcaldia. El 2000 va encapçalar la llista del seu partit per Àlaba, renunciant el 2001 per centrar-se en la seva labor com a alcalde. En les eleccions municipals de 2003 va revalidar de nou l'alcaldia. El 2007 la llista més votada a l'ajuntament de Vitòria va ser la de Patxi Lazcoz del PSE-PSOE, que va ser investit alcalde al no presentar cap partit (incloent el PP) candidat alternatiu.

## Diputat al Congrés
Va encapçalar de nou la llista del PP per Àlaba a les eleccions generals de 2008, formant part de la direcció del grup parlamentari popular en el Congrés dels Diputats. Va repetir en les eleccions generals de 2011, obtenint la victòria en la circumscripció d'Àlaba.
El 12 de desembre de 2011 fou proposat per Mariano Rajoy com a portaveu del grup popular al Congrés dels Diputats per a la X Legislatura, càrrec que desenvolupa des del 13 de desembre d'aquell any.

## Ministre de Sanitat
El desembre de 2014 fou nomenat Ministre de Sanitat després de la dimissió de la seva antecessora Ana Mato en ser imputada pel cas Gürtel. El seu mandat com a ministre inclogué algunes polèmiques que limitaven l'accés a determinades persones a serveis sanitaris pagats per la sanitat pública com per exemple els barems l'accés als nous tractaments de la infecció pel virus de l'hepatitis C.

## President del Partit Popular Basc
En 2015 fou nomenat president del partit al País Basc després de la dimissió d'Arantza Quiroga Cía per presentar una iniciativa per crear una ponència de Llibertat i Convivència dirigida a tots els partits del Parlament Basc, inclòs Euskal Herria Bildu, A mitjans d'agost del 2016 renuncià al càrrec ministerial per a presentar-se com a candidat a lehendakari a les eleccions al Parlament Basc del 25 de setembre, assumint les funcions de sanitat la també ministra en funcions Fátima Báñez.
El 23 de febrer de 2020 el president del PP Pablo Casado va anunciar que Alfonso Alonso no seria candidat a les eleccions al Parlament Basc de 2020 malgrat que s'havia anunciat la seva candidatura per negar-se a la coalició amb Ciudadanos, nomenant Carlos Iturgaiz Angulo, representant de l'ala més conservadora del partit i a qui s'ha recriminat la manca de renovació de discurs després de la desaparició d'Euskadi Ta Askatasuna (ETA), causant la seva dimissió com a president del Partit Popular del País Basc i sent rellevat per Iturgaiz. El PP es va presentar en coalició amb Ciutadans, formant la coalició PP+Cs, que va aconseguir els pitjors resultats del PP des de l'època d'Aliança Popular, en una jornada electoral marcada per la baixa participació. La coalició PP+Cs va aconseguir 6 parlamentaris, tres per Àlaba, dos per Biscaia i un per Guipúscoa.

## Llista de càrrecs exercits
- Regidor a l'Ajuntament de Vitòria (1996-2008)
- Alcalde de Vitòria (1999-2007)
- Diputat per Àlaba al Congrés dels Diputats (2000-2001)
- Portaveu del PP a l'Ajuntament de Vitòria (2007-2008)
- President del Partit Popular a Àlaba (des de 2008)
- Diputat per Àlaba al Congrés dels Diputats (des del 2008)
- Portaveu del Grup Popular al Congrés (2011-2014)
- Ministre de Sanitat, Serveis Socials i Igualtat (2014-16)[3][8]
- President del Partit Popular del País Basc[3]